# Гульєльмо II да Верона
Гульєльмо II да Верона (італ. Guglielmo II da Verona; д/н —1273/1275) — триарх центрального Негропонте в 1263—1273/1275 роках.

## Життєпис
Походив з мантуанської гілки роду далле Карчері, відомої як да Верона. Старший син Гульєльмо I, триарха центрального Негропонте, від другої дружини Симони Віллардуен (за іншими відомостями вона була з роду Санудо да Торчелло)
1263 року спадкував владу. Розуміючи необхідність протистояння намірам відродженої візантійської імперії повернути свої колишні землі, став шукати союзників у Ахейському князівстві й Афінському герцогстві. Припускають, що оженився на доньці ахейського барока з замку Пассават (в Лаконіці), завдяки чому згодом спадкував титул барона й посаду маршала Ахейського князівства. За іншою версією це сталося можливим завдяки шлюбу з небогою ахейського князя Вільгельма II, але тут ймовірно вкралася плутанина, оскільки остання радше була матір'ю Гульєльмо II).
1268 року доєднався до мирної угоди Венеції з Візантійською імперією, що завершила тривалу війну між країнами. Втім обидві сторони продовжували підготовку до нового протистояння.
1273 року візантійський мегадукс Олексій Філантропен з флотом рушив до узбережжя Фессалії для підтримки кампанії на суходолі проти Іоанна I Дуки. Водночас на самому острові Евбея підняв повстання ренегат Лікаріо. У вирішальній морській битві біля Деметріади (1273 або 1275 року) Гульєльмо II зазнав поразки й загинув. Владу успадкував його брат Гільберто II.